# Egyiptom címere

Egyiptom címere

Egyiptom címere (arabul: شعار مصر) Egyiptom egyik nemzeti jelképe. Fő eleme, a sas Szaladin szultán jelképe volt.

## Leírása
A címer egy fekete tollazatú, aranyszínű Szaladin-sast ábrázol, karmaiban fehér szalaggal, amelyen az ország arab neve olvasható (Egyiptom Arab Köztársasága – Dzsumhúrija Miszr al-Arabijja). A sas mellén egy vörös, fehér és fekete függőleges sávokból álló pajzs van. A címer megtalálható a zászlón is, de ott teljesen aranyszínű.

## Galéria

Egyiptomi Szultanátus (1914–1922)
Egyiptomi Királyság (1922–1953)
Egyiptomi Köztársaság (1953–1958)
Egyesült Arab Köztársaság (1958–1971)
Arab Köztársaság Föderáció (1972–1984)
Az egyiptomi zászlón szereplő címerverzió